# Thasos (stad)
Thasos (Grieks Θάσος), ook Limenas genoemd, is een gemeente (dimos) in de Griekse bestuurlijke regio (periferia) Oost-Macedonië en Thracië.
De gemeente is met meer dan 3000 inwoners de grootste plaats op het Griekse eiland Thasos. 

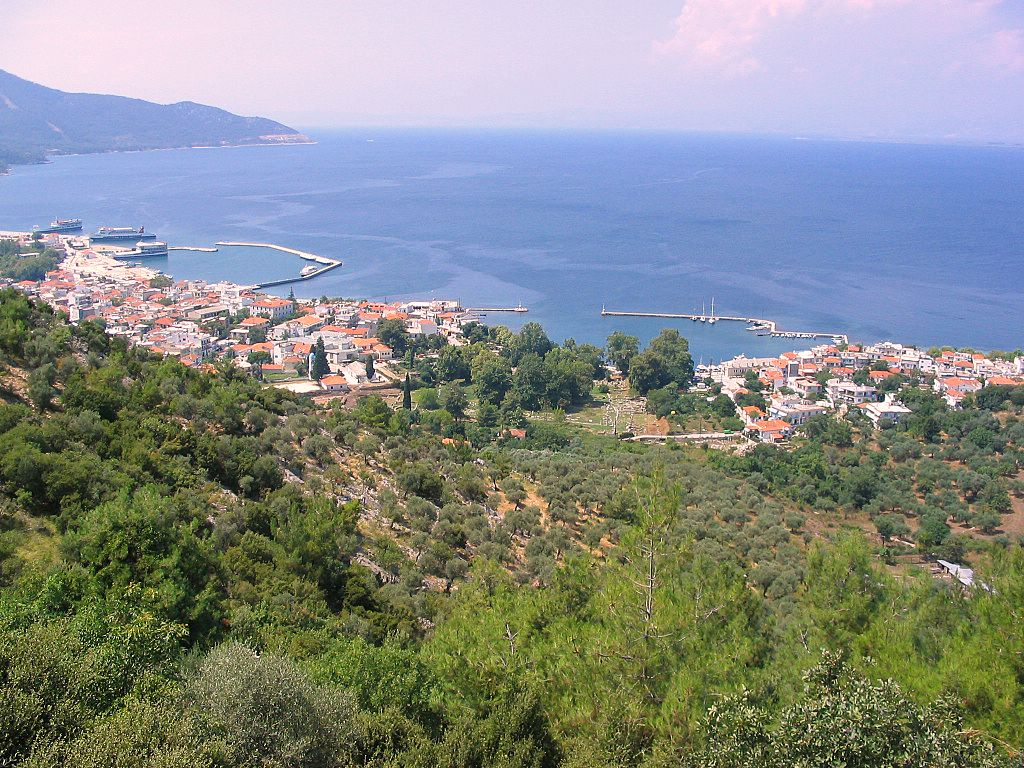
Limenas